# GeoGuessr
GeoGuessr je webová hra vytvořená a vydaná švédským programátorem Antonem Wallénem 9. května roku 2013. Hra využívá technologii Google Street View, jež hráči zobrazuje náhodně vybrané lokace, ve kterých se musí zorientovat a zjistit, kde se daná oblast nachází. Od roku 2015 je hra dostupná také pro iOS. GeoGuessr je využíván i ve školství; při jeho hraní totiž hráči aktivně využívají své zeměpisné znalosti.

## Herní režimy

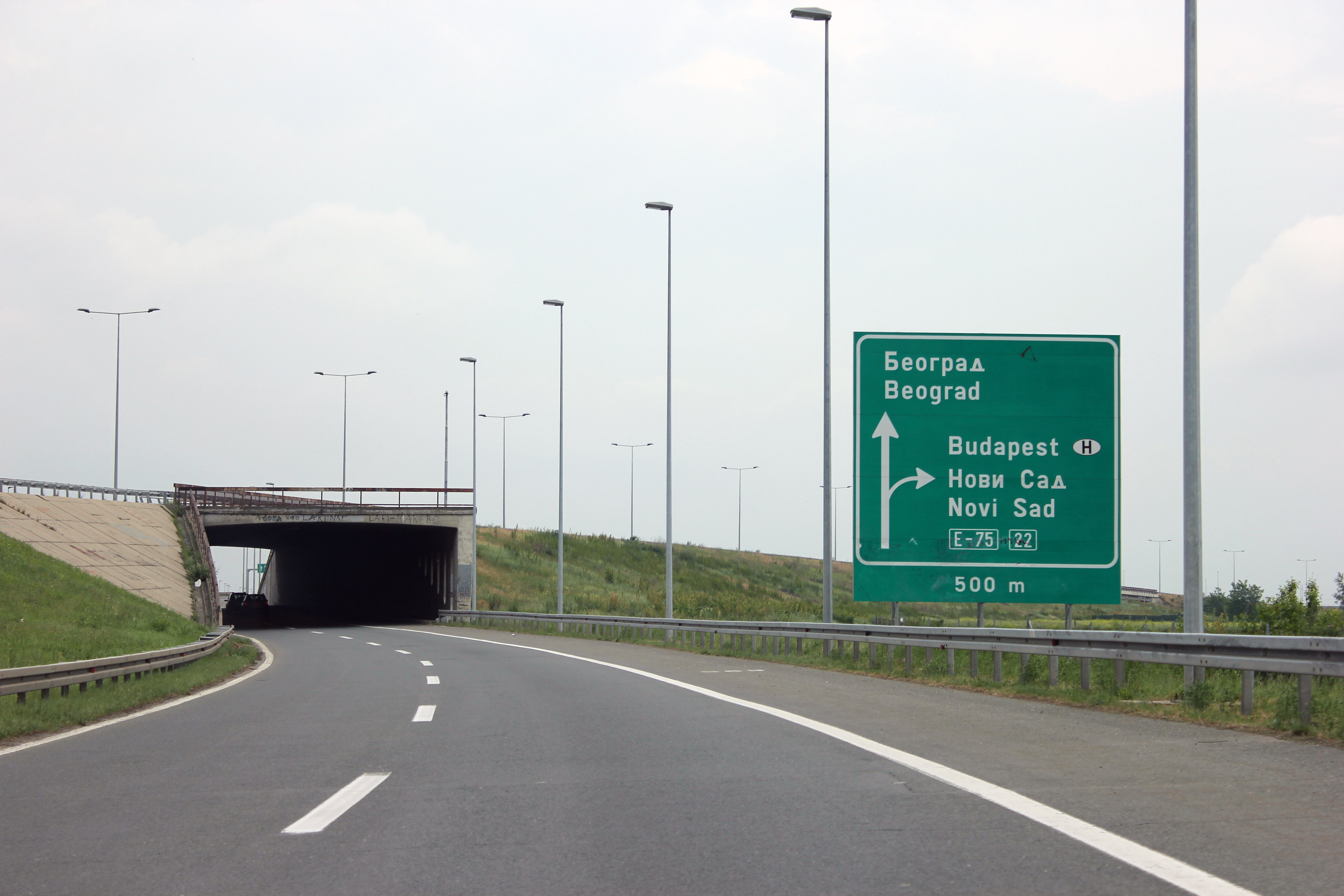
Užívání latinky i cyrilice může hráčovi naznačit, že se nachází v Srbsku

### Battle Royale
V režimu Battle Royale mezi sebou soupeří skupina o deseti hráčích. Cílem je co nejrychleji uhodnout zobrazenou lokaci, přičemž poslední hráč automaticky vypadává. Celkově mají hráči na uhodnutí správné lokace tři pokusy, které když zvolí nesprávně, zapříčiní vypadnutí ze hry. Jednou za zápas je hráčům umožněno zobrazit si nápovědu na principu 50:50, kdy se hádajícím zobrazí dva státy, které si jsou geopoliticky podobné (např. stejným písmem, jazykem či polohou); špatné uhodnutí vede opět k diskvalifikaci ze zápasu. K vybrání lokace mají hráči omezený čas. Před vstupem do hry je možné si vybrat, jestli chce hráč hádat pouze stát, anebo přesnou polohu.

### Daily Challenge
Daily Challenge zobrazí hráči pět lokací z celého světa, kdy má tři minuty na to, aby uhádl lokaci. Nejvyšší skóre, kterého může hráč dosáhnout je 5000 bodů. Po vyhodnocení se může srovnat s ostatními hráči.

### Explorer
Režim Explorer je velmi podobný režimu Daily Challenge s tím rozdílem, že hráči se nezobrazují lokace z celého světa, ale mohou si z mapy světa vybrat jakýkoliv stát dostupný v Google Street View. Celkově se opět zobrazí pět různých lokací z hráčem vybrané země. Nejvyšší skóre, kterého může hráč dosáhnout, je taktéž 5000 bodů, avšak úspěšnost je ke konci ohodnocena medailemi — bronzovou, stříbrnou, zlatou, nebo platinovou.

### Streaks
Smyslem režimu Streaks je uhodnout co nejvíce lokací v řadě. Hráč není nikterak omezen časem a lokace mohou být z celého světa. Pokud se hráč nesplete, potom je teoreticky možné hrát donekonečna.